# Ignacio Carrau
Ignacio Carrau Leonarte, né à Valence le 3 février 1923 et mort le 12 décembre 2015, est un juriste et homme politique espagnol.

## Biographie
Issu du catholicisme traditionaliste, il est docteur en droit de l'université de Valence et exerce en tant qu'avocat.
Il est le dernier président franquiste de la Députation provinciale de Valence entre 1975 et 1979, et représentant de celle-ci aux Cortes entre 1975 et 1977,. C'est sous sa présidence que le Centre de Cultura Valenciana est refondé en Acadèmia de Cultura Valenciana et devient l'un des principaux générateurs du discours blavériste.
Il s'oppose à la Constitution de 1978 et participe, avec Miguel Ramón Izquierdo, à la fondation d'Unió Regional Valenciana (qui sera à l'origine du parti hégémonique des débuts du blavérisme, Unió Valenciana) puis de Derecha Democrática Española,.

### Audiovisuel
- (ca) Del roig al blau. la transició valenciana, de Llorenç  Soler, de Miquel  Francés, Universitat de València, 2004, DVC-PRO [présentation en ligne]